# عین فرس
عین فرس (به عربی: عين فرس) یک شهرداری در الجزایر است که در استان معسکر واقع شده‌است.
 عین فرس  ۱٬۶۲۸ نفر جمعیت دارد.